# Michael Freiberg
Michael Freiberg (Hong Kong, 10 de outubro de 1990) é um desportista australiano que compete no ciclismo nas modalidades de pista e rota.
Ganhou uma medalha de ouro no Campeonato Mundial de Ciclismo em Pista de 2011, na prova de ómnium.

## Medalheiro internacional
| Campeonato Mundial | Campeonato Mundial         | Campeonato Mundial | Campeonato Mundial |
| Ano                | Lugar                      | Medalha            | Competição         |
| ------------------ | -------------------------- | ------------------ | ------------------ |
| 2011               | Apeldoorn ( Países Baixos) | Medalha de ouro    | Omnium             |

## Palmarés
- 2012
  - 3.º no Campeonato Oceânico Contrarrelógio Sub-23

- 2019
- Campeonato da Austrália em Estrada  [2]
  - 3.º no Campeonato Oceânico Contrarrelógio